# La casa dell'impiccato
La casa dell'impiccato, Auvers-Sur-Oise (La Maison du pendu, Auvers-sur-Oise) è un dipinto del pittore francese Paul Cézanne, realizzato nel 1873 e conservato al Museo d'Orsay di Parigi.

## Storia e descrizione
Dopo essere stato dipinto ad Auvers-sur-Oise, sotto l'influenza dell'amico Camille Pissarro, La casa dell'impiccato venne esposto insieme ad altre due tele dell'artista, alla prima mostra degli impressionisti, tenutasi a Parigi dal 15 aprile al 15 maggio 1874 nella galleria del fotografo Nadar, La mostra, com'è noto, fu accolta da un diluvio di commenti ilari e denigratori, sia di pubblico sia di critica: quest'impietosa ondata di dissenso, se sotto un certo punto di vista disilluse e scoraggiò moltissimi potenziali acquirenti, non coinvolse il conte Armando Doria, che acquistò La casa dell'impiccato al prezzo di 300 franchi. L'opera, esposta all'Esposizione mondiale di Parigi nel 1889, nel 1986 è pervenuta alle collezioni del Museo d'Orsay di Parigi, dov'è esposta tuttora.
La casa dell'impiccato, Auvers-Sur-Oise, di là dal titolo inquietante e romanzesco, raffigura uno scorcio dell'omonimo paese, quasi incastonato nel cuneo fra le due grandi case campestri in primo piano. Dal punto di vista contenutistico La casa dell'impiccato si configura, infatti, come un semplice dipinto di tema paesaggistico: in primo piano troviamo un sentiero delimitato da un muricciolo e abbarbicato su un declivio scosceso, il quale conduce lo sguardo dell'osservatore verso alcuni caseggiati di Auvers, fiancheggiati da un colle verdeggiante e dagli scheletri nudi di alcuni alberi che divampano verso il cielo. In fondo, infine, si dipana una vallata che, perdendo di intensità, si fa quasi celeste congiungendosi con l'orizzonte, accarezzato da una calda luce pomeridiana.
Quel che più colpisce, tuttavia, è la tecnica con la quale Cézanne ha eseguito La casa dell'impiccato. Si tratta di un'opera indubbiamente condotta alla maniera degli impressionisti: Cézanne, seguendo i consigli del maestro Camille Pissarro, ha infatti realizzato la tela en plein air, ovvero all'aria aperta, dipingendo un soggetto apparentemente banale - quale è lo scorcio naturalistico di una città francese - con pennellate luminose che evocano in maniera ottimale la sensazione dell'occhio. Già in questo dipinto, tuttavia, Cézanne si avventura in strade estranee all'Impressionismo che poi condurranno al suo stile costruttivo della maturità: rifiutando la sola impressione visiva, invero, il pittore provenzale rinuncia a scandagliare otticamente il reale per catturare l'apparenza effimera delle cose e sceglie piuttosto un percorso percettivo diverso, finalizzato a indagare la consistenza concreta della realtà di là dalle apparenze testimoniateci dai sensi. È per questo motivo, ad esempio, che Cézanne presta maggiore attenzione alla plasticità delle forme, scandendo in maniera rigorosa e precisa lo spazio pittorico grazie alle spinte verticali delle alberature e alle forme orizzontali dei tetti delle case. Interessanti anche le pennellate, chiare, frammentate e poco diluite con l'olio, il che comporta una superficie materica, granulosa, che - rispetto agli Impressionisti - definisce in maniera più marcata le varie volumetrie presenti.
Nel 2024, in occasione del 150º anniversario della prima esposizione degli impressionisti a Parigi, durante la quale "La casa dell'impiccato" fu presentata, sono previste celebrazioni e mostre che metteranno in luce l'influenza di Cézanne nel passaggio dall'impressionismo al post-impressionismo. Questi eventi confermeranno la rilevanza duratura dell'opera di Cézanne nell'arte moderna.